# Binance
Binance Holdings Ltd., conocida como Binance, es una compañía globalque opera la más grande empresa de intercambio en términos de volumen diario de trading de criptomonedas.
Binance fue fundada en 2017 por Changpeng Zhao, un desarrollador que previamente había creado un software de trading de alta frecuencia. Binance tenía inicialmente su sede en China, luego se movió a Japón poco antes de que el gobierno chino prohibiera las compañias de criptomonedas. Binance posteriormente dejó Japón para ir a Malta y actualmente la compañía no tiene una sede oficial. 
En 2021, Binance fue puesta bajo investigación por el United States Department of Justice y por el Internal Revenue Service por acusaciones de lavado de activos y delitos fiscales. La Financial Conduct Authority del Reino Unido ordenó a Binance detener toda la actividad regulada en su territorio en junio de 2021. Ese mismo año, Binance compartió información de usuarios, incluyendo nombres y direcciones, con el gobierno ruso.
El 21 de noviembre de 2023, Binance se declaró culpable de cargos federales, admitiendo que se involucró en lavado de activos, en transmisión de dinero sin licencia, y en violaciones a sanciones, y acordó pagar cerca de 4.000 millones de dólares en multas.

## Historia

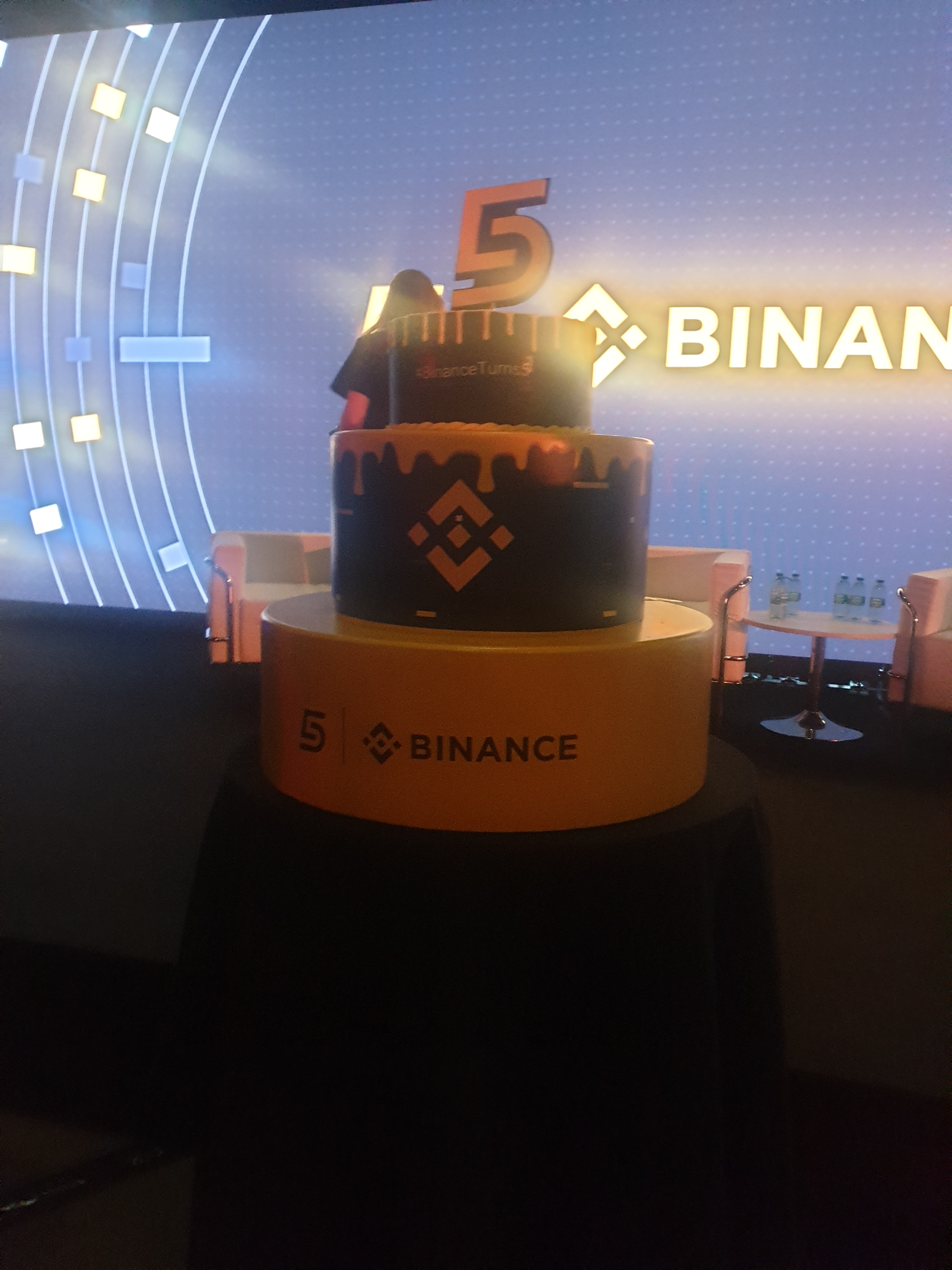
Pastel del cumpleaños número 5 de Binance en Paris en julio de 2022.

El CEO Changpeng Zhao había fundado anteriormente Sistemas de Fusión en 2005 en Shanghái; la compañía construyó sistemas de comercio de alta frecuencia para brokers. En 2013 se unió a Blockchain.info siendo el tercer miembro del equipo de la cartera. También trabajó en OKCoin como CTO por menos de un año, una plataforma para el sitio que comercia entre fiat y ventajas digitales.
La compañía se fundó en China, pero trasladó sus servidores y sede a Japón anticipándose a la prohibición del comercio de criptomonedas por parte del gobierno chino en septiembre de 2017. En marzo de 2018, la compañía estableció sus oficinas en Taiwán.
En enero de 2018 logró que su token (BNB) llegara a una capitalización de mercado de $1.3 mil millones.
En marzo de 2018, Binance anunció sus intenciones para abrir una oficina en Malta después de controles más estrictos en Japón y China. En abril de 2018, Binance firmó un Memorándum de Entendimiento (MoU) con el Gobierno de Bermudas. Meses más tarde, un memorándum similar estuvo firmado con la Bolsa de valores de Malta para desarrollar una plataforma para seguridad comercial para tokens. En 2019, la compañía anunció Binance Jersey, una entidad independiente de su padre Binance.com intercambio, con el objetivo para expandir su influencia europea. Jersey basó ofertas de intercambio fiat-a-cryptocurrency pares, incluyendo el Euro y la libra británica.
En enero de 2019, Binance anunció que se asociaría con un procesador de pago basado en Israel Simplex para habilitar compras con tarjetas de débito y tarjetas de crédito, incluyendo Visa y Mastercard. Las compras se realizan con las políticas de Simplex y las políticas de banco local, estando limitado a Bitcoin, Ethereum, Litecoin y Ripple XRP.
En mayo de 2019, Binance anunció que fue víctima de una “brecha de seguridad a gran escala” en la que hackers robaron 7,000 Bitcoin con un valor estimado de $40 millones. Changpeng Zhao dijo que los hackers “utilizaron técnicas varias, incluyendo phishing, virus y otros ataques” y estructuraron su transacción “en una manera que pasó nuestra seguridad de controles existentes.” El sitio prometió reembolsar a los clientes afectados.
Binance no se regula oficialmente por las entidades globales. No se conoce con exactitud en qué país se ubica la sede de la empresa. El 21 de febrero de 2020, la Dirección de los servicios financieros de Malta publicó una manifestación pública en la que se nota que la Binance “no está autorizada por MFSA a trabajar en la esfera de criptomonedas, así que no está destinada a la supervisión normativa desde parte de MFSA”.
El 28 de octubre de 2020, los colaboradores de Forbes publicaron unos documentos infiltrados en los que se confirmaba que la Binance y Changpeng Zhao (también conocida como CZ) ha creado una estructura corporativa complicada destinada para engaño premeditado de los organismos reguladores de los Estados Unidos y el logro de beneficios ocultos de los inversionistas en la criptomoneda.
El 20 de abril de 2021, Brian Brooks que ejercía las funciones del jefe de la Oficina del Contralor de la Moneda (OCC) de la administración de Trump llegó a ser el nuevo director ejecutivo de Binance.US.
A octubre de 2021, Binance es la plataforma de intercambio de criptomonedas con mayor volumen de transacciones diarias.

## Procedimientos legales
En 2018, la Agencia de Servicios Financieros de Japón emitió una advertencia formal contra Binance, al considerar que la empresa operaba en el país sin autorización y en violación de las normas sobre liquidación de fondos.
En mayo de 2021, Bloomberg informó que el Departamento de Justicia de Estados Unidos y el Servicio de Impuestos Internos habían abierto una investigación contra Binance por posibles delitos de lavado de dinero y evasión fiscal.
Un mes después, en junio de 2021, la Autoridad de Conducta Financiera del Reino Unido ordenó a Binance detener todas sus actividades reguladas en ese país.
En marzo de 2024, las autoridades de Nigeria presentaron una denuncia contra dos ejecutivos de Binance, acusados de evasión fiscal y de favorecer la especulación contra la moneda local, el naira.